# Велике Ієвлево
Велике Ієвлево (рос. Большое Иевлево) — присілок в Воскресенському районі Нижньогородської області Російської Федерації.
Населення становить 296 осіб. Входить до складу муніципального утворення Воздвиженська сільрада.

## Історія
Від 2009 року входить до складу муніципального утворення Воздвиженська сільрада.

## Населення
| 1999 | 2002 | 2010 |
| ---- | ---- | ---- |
| 351  | ↘329 | ↘296 |